# اولگ بوین
اولگ بوین (روسی: Олег Георгиевич Бовин؛ زادهٔ ۲۰ ژوئن ۱۹۴۶) بازیکن واترپلو اهل اتحاد جماهیر شوروی سوسیالیستی است.